# CPS Televisión
CPS Televisión (acrónimo de Comunicaciones Producción y Servicios de Televisión), fue una programadora de televisión colombiana que operó entre 1998 y 2003 y propiedad del periodista Guillermo La Chiva Cortés.

## Historia
Fue fundada en 1998 y por el periodista Guillermo La Chiva Cortés,
CPS Televisión recibió en 1998 9,5 horas de programación en el Canal A, incluyendo un noticiero, Hora Cero (el cual se emitió los fines de semana). 
Durante el primer semestre de 1998 CPS Televisión presentó, en realización con Coestrellas y Proyectamos Televisión el programa humorístico de Caracol Televisión Sábados Felices quien para ese entonces Caracol Televisión estaba como una productora del programa antes de su conversión a canal privado.
El 16 de marzo de 2003, CPS Televisión salió del aire. La prohibición de emitir televentas y la decisión de Comtevé (su agencia de publicidad) de dejar de vender publicidad en el Canal A contribuyeron a ello. En aquel entonces, Hora Cero era el último noticiero remanente en el Canal A.